# Syphosphaera coronata
Syphosphaera coronata är en svampart som beskrevs av Dumort. 1822. Syphosphaera coronata ingår i släktet Syphosphaera, divisionen sporsäcksvampar och riket svampar.   Inga underarter finns listade i Catalogue of Life.